# Pisidium casertanum
Pisidium casertanum е вид мида от семейство Sphaeriidae.

## Разпространение
Видът е разпространен в Австралия, Австрия, Белгия, Германия, Гърция, Дания, Индия (Джаму и Кашмир), Ирландия, Италия, Китай, Люксембург, Непал, Нидерландия, Норвегия, Перу, Полша, Русия, Саудитска Арабия, САЩ (Аляска, Арканзас, Калифорния, Ню Йорк, Ню Мексико и Орегон), Северен Йемен, Сирия, Словакия, Словения, Сърбия, Тайланд, Унгария, Франция, Чехия и Швеция.